# Raymond Cruz
Raymond Cruz (Los Angeles, 10 de setembro de 1964) é um ator americano, que é melhor conhecido por interpretar personagens militares. Cruz interpretou um distribuidor de metanfetamina em 2008 na série Breaking Bad e, posteriormente, em Better Call Saul. Ele também é um dos atores principais da série The Closer, onde interpreta a personagem Detetive Sanchez. Por sua participação nessa série, Raymond foi indicado ao Prêmio Screen Actors Guild de Melhor Elenco em Série Dramática.
Além de séries, Cruz tem em seu currículo filmes como From Dusk Till Dawn 2: Texas Blood Money como Jesus, Alien: Resurrection como Distephano, Under Siege como Ramirez e Training Day como Sniper e muitos outros.